# Virgilio Martini
Virgilio Martini (Fiesole, 3 maggio 1903 – Prato, 1986) è stato uno scrittore di fantascienza italiano.

## Biografia
Cittadino di Compiobbi, frazione di Fiesole, fu uno degli autori della prima fantascienza italiana tra le due guerre con i romanzi, La Terra senza sole e Il mondo senza donne (1936), il racconto satirico delle esperienze dell'ultima donna sulla Terra sopravvissuta a un complotto omosessuale per liberare il mondo delle donne attraverso un'arma biologica; il romanzo fu messo al bando dal regime fascista, venne tradotto in varie lingue e in una ristampa in inglese del 1954 fu accusato di blasfemia; nel 1955 la terza edizione fu accusata di oscenità e assolta.
La Terra senza sole è un romanzo breve pubblicato nel 1948, ricavato da un'opera teatrale del 1926 mai rappresentata, che tuttavia interessò Pirandello, Bontempelli, Gobetti e Bragaglia.
Sempre nel 1948 pubblicò il romanzo autobiografico L'età imbecille, composto tra 1938 e 1940 da emigrato in America Meridionale, in Colombia, Paraguay, Argentina, Cile, Perù, Ecuador e Venezuela.
Martini tornò al genere satirico-fantascientifico nel 1977 con il romanzo L'allegra terza guerra mondiale.

## Opere
(parziale)

### Romanzi
- Il mondo senza donne, Guayaquil, Ecuador, Aliprandi & Martini Editori, 1936 (come Virgilio Letrusco)
- La Terra senza il Sole (romanzo breve), Guanda, 1948
- L'età imbecille, Guanda, Modena, 1948 (autobiografico)
- La laguna di Venezia, 1960
- La libertà sotto i carri armati, Tritone, 1972.
- L'allegra terza guerra mondiale, Edizioni Equatore, 1977